# 529 (số)
529 (năm trăm hai mươi chín) là một số tự nhiên ngay sau 528 và ngay trước 530.

## Trong toán học
- Bình phương của 529 là 279841.
- Căn bậc hai của 529 là 23.
- Số 529 là số chính phương(232 = 529)